# Macabre (band)
Macabre is een Amerikaanse deathmetalband. De band staat met name bekend om haar lugubere teksten, die voornamelijk handelen over moorden, en de verheerlijking daarvan. Zo hebben zij een hele cd gewijd aan de seriemoordenaar Jeffrey Dahmer en op de cd "Sinister Slaughter" gaan de nummers over meerdere moordenaars (Ted Bundy, Richard Ramirez, Ed Gein, Zodiac Killer, Mary Bell, Richard Speck) uit de Amerikaanse 20ste eeuw. De band beweert een eigen genre te hebben gemaakt, genaamd murder metal. De band is opgericht in 1985, en heeft sindsdien nog geen enkele line-up-verandering ondervonden.

## Discografie
- Grim Reality (1987)
- Shitlist (7", 1987)
- Gloom (1989)
- Nightstalker (7", 1993)
- Sinister Slaughter (1993)
- Behind the Wall of Sleep (1994, EP)
- Unabomber (1999, EP)
- Dahmer (2000)
- Capitalist Casualties / Macabre (2000, split met Capitalist Casualties)
- Macabre Minstrels: Morbid Campfire Songs (2002)
- Drill Bit Lobotomy (2003, 7")
- Murder Metal (2003)
- Macabre Electric & Acoustic Two CD Set (2004)
- True Tales of Slaughter and Slaying (2006, DVD)
- Grim Reality (2009) - re-issue featuring the remastered 80's version and a Neil Kernon remix version
- Human Monsters (2010, EP)
- Grim Scary Tales (2010)
- Carnival of Killers (2020)